# سفاين كريستنسن
سفاين كريستنسن (بالنرويجية البوكمول: Svein Ragnar Kristensen)‏ هو موظف مدني نرويجي، ولد في 22 يناير 1946.